# Det groteska
Det groteska är en term inom litteraturvetenskapen. Det groteska tillhör det lågkomiska området, tillsammans med det burleska, det farsartade och det absurda. Karaktäristiskt är att det groteska upplevs som skrattretande, lågkomiskt, fantastiskt. Det absurda och det groteska ligger nära varandra i betydelse och används ofta samverkande, men det som skiljer dem åt, enligt Michail Bachtin, är att det groteska har en pånyttfödande effekt: det fungerar befriande eller förlösande, och kan därmed sägas vara katharsisk.
Det groteskas positiva funktion är att:
1. Relativisera tvivelaktiga värdesystem eller normer
2. Synliggöra diskrepanser (skillnader)
3. Söka en större verklighet än den aktuella normerade och övervinna kontraster mellan intellekt och känsla